# Хольцерат
Хольцерат (нем. Holzerath) — община в Германии, в земле Рейнланд-Пфальц. 
Входит в состав района Трир-Саарбург. Подчиняется управлению Рувер. Население составляет 419 человек (на 31 декабря 2010 года). Занимает площадь 6,76 км².